# Nando Eggenberger
Nando Eggenberger (* 7. Oktober 1999 in Chur) ist ein Schweizer Eishockeyspieler, der seit Mai 2024 beim EV Zug aus der Schweizer National League unter Vertrag steht und dort auf der Position des Flügelstürmers spielt.

## Karriere
Eggenberger wechselte im Sommer 2012 von seinem Stammverein EHC Chur zum HC Davos und durchlief die dortige Nachwuchsabteilung ab der U15-Stufe. In der Saison 2015/16 gab der Stürmer sein Debüt für die Bündner in der National League A (NLA) und kam in der darauffolgenden Spielzeit erstmals auch in der Champions Hockey League zum Einsatz. Im Rahmen des CHL Import Draft 2018 wurde er in der ersten Runde als insgesamt 33. Spieler von den Oshawa Generals ausgewählt und entschied sich für einen Wechsel in die Ontario Hockey League (OHL). Dort verbrachte der Schweizer die Spielzeit 2018/19.
Nachdem Eggenberger im NHL Entry Draft 2019 nicht ausgewählt worden war, kehrte er über den Sommer 2019 zum HC Davos zurück. Dort konnte er sich nicht durchsetzen und wechselte im Dezember 2019 zu den SC Rapperswil-Jona Lakers. Im Dezember 2022 unterschrieb Eggenberger einen Zweijahresvertrag beim HC Ambrì-Piotta, der zum Beginn der Saison 2023/24 in Kraft trat. In Reaktion darauf wurde er Ende desselben Monats von den SCRJ Lakers an den HCAP ausgeliehen und gewann mit diesem am Jahresende die 94. Auflage des traditionsreichen Spengler Cups. Im Sommer 2023 begann für den Angreifer das reguläre Arbeitsverhältnis mit Ambrì, ehe er im Mai 2024 im Tausch für Tim Muggli zum EV Zug transferiert wurde.

### International
Eggenberger absolvierte internationale Einsätze für die Nationalmannschaften im Altersbereich U16, U18 sowie U20. Im U18-Bereich spielte er bei den Weltmeisterschaften 2016 und 2017. Ebenso vertrat er die Auswahl bei den Austragungen des Ivan Hlinka Memorial Tournaments in den Jahren 2015 und 2016. Zum Jahreswechsel 2016/17 nahm der Offensivspieler an der U20-Junioren-Weltmeisterschaft 2017 in Kanada teil. Mit der Schweizer U20-Nationalmannschaft folgten danach die Teilnahmen an den U20-Junioren-Weltmeisterschaften der Jahre 2018 und 2019.
Im November 2021 kam er beim Deutschland Cup zu seinen ersten Einsätzen in der A-Nationalmannschaft.

## Erfolge und Auszeichnungen
- 2022 Spengler-Cup-Gewinn mit dem HC Ambrì-Piotta

## Karrierestatistik
Stand: Ende der Saison 2024/25

### International
Vertrat die Schweiz bei:
| - Ivan Hlinka Memorial Tournament 2015 - U18-Junioren-Weltmeisterschaft 2016 - Ivan Hlinka Memorial Tournament 2016 - U20-Junioren-Weltmeisterschaft 2017 | - U18-Junioren-Weltmeisterschaft 2017 - U20-Junioren-Weltmeisterschaft 2018 - U20-Junioren-Weltmeisterschaft 2019 |

(Legende zur Spielerstatistik: Sp oder GP = absolvierte Spiele; T oder G = erzielte Tore; V oder A = erzielte Assists; Pkt oder Pts = erzielte Scorerpunkte; SM oder PIM = erhaltene Strafminuten; +/− = Plus/Minus-Bilanz; PP = erzielte Überzahltore; SH = erzielte Unterzahltore; GW = erzielte Siegtore; 1 Play-downs/Relegation; Kursiv: Statistik nicht vollständig)